# Genepil
Genepil, född 1905, död 1938, var drottning av Mongoliet 1923–1924 som gift med kung Bogd Khan. Hon var Mongoliets sista drottning. Hon avrättades som en del av den stalinistiska utrensningen i Mongoliet 1938.
Efter drottning Dondogdulams död 1923 valdes Genepil till hennes efterträdare bland en grupp kvinnor mellan 18 och 20 år, utvalda av kungens rådgivare. Genepil var redan gift med en man som hette Luvsandamba.